# COZIC (collectif d'artistes)

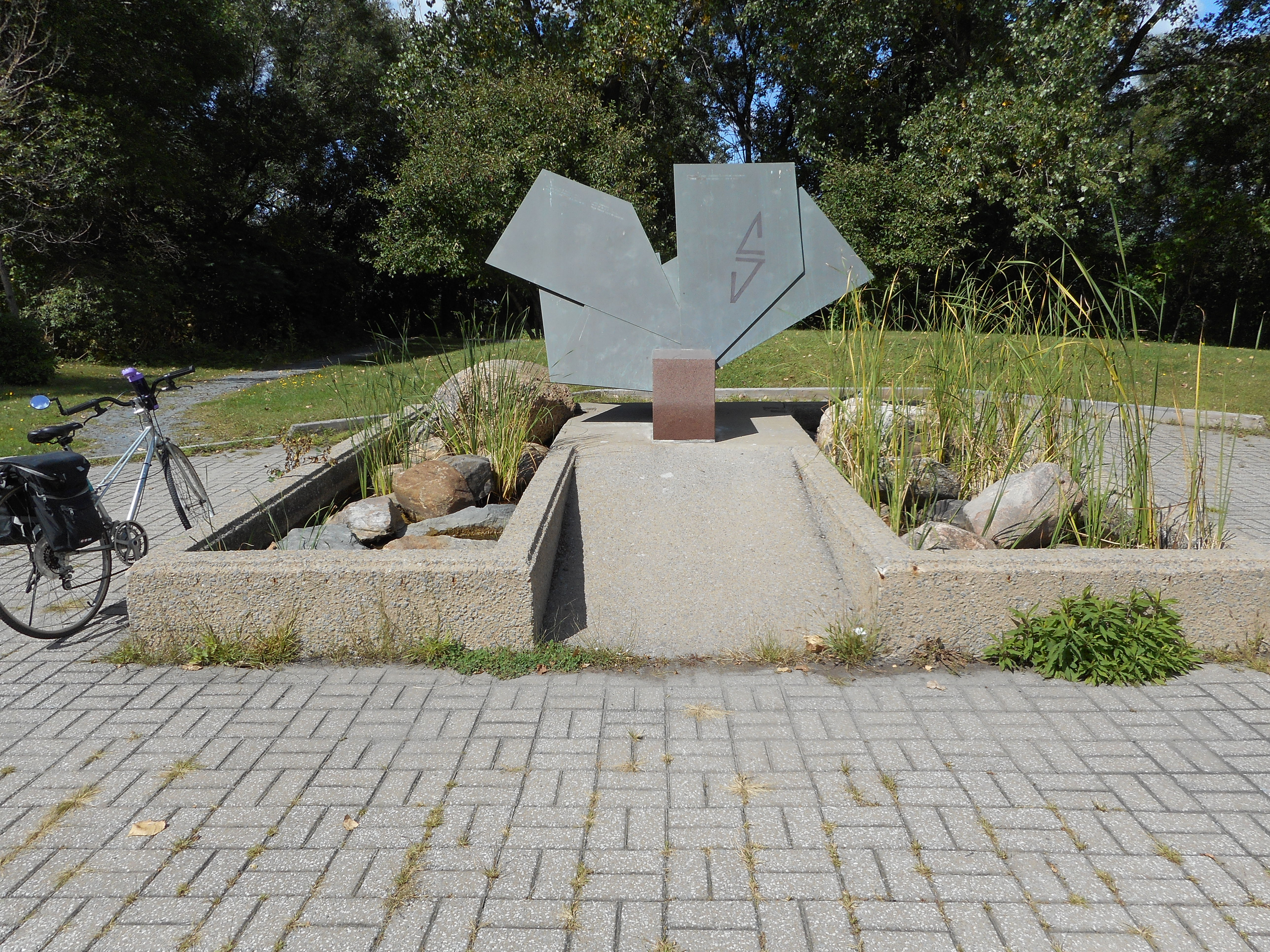
Hommages est une sculpture de Cozic, de 1988, située à Longueuil sur la promenade René-Lévesque, à la pointe du Marigot.

COZIC est un collectif d'artistes composé de Monic Brassard, née à Nicolet, en 1944 et d'Yvon Cozic, (1942-2025) né à Saint-Servan,.

## Biographie
Ce collectif possède plus de 50 ans de pratique artistique. Plus de 300 expositions à leur actif en plus d'une trentaine d’œuvres d'art public. « Cozic est un artiste bicéphale et quadrumane né des imaginaires de Monic Brassard et Yvon Cozic, nourri par une réflexion tangible sur l’utilisation de matériaux non usités. » Monic Brassard et Yvon Cozic se sont rencontrés en 1960 à l’ancienne École des beaux-arts de Montréal. En se tenant en marge des courants artistiques, ils cherchent à s'éloigner des règles établies des galeries et du marché de l'art contemporain, « Avec son usage de matériaux industriels et banals comme le polystyrène, le vinyle, la fourrure synthétique et les tissus. Pour créer des œuvres inattendues et, en même temps, critiquer la société du jetable, de l’éphémère et du trivial. » À cela s'ajoutent des incursions dans la performance et les installations.

## Prix et distinctions
- Prix Lynch-Staunton, 2001
- Prix Paul-Émile-Borduas, 2015
- Prix du Gouverneur général en arts visuels et en arts médiatiques, 2019[6]

## Expositions
1978: Surfacentres, Musée d'art contemporain, Montréal
2019: COZIC À vous de jouer, Musée national des beaux-arts du Québec

## Musées et collections publiques
- Collection d'œuvres d'art, Université de Montréal
- Galerie de l'UQAM
- Musée d'art contemporain de Montréal
- Musée d'art contemporain des Laurentides
- Musée d'art de Joliette
- Musée des beaux-arts de Montréal
- Musée des beaux-arts du Canada
- Musée Glenbow
- Musée national des beaux-arts du Québec[9]